# 1657 Roemera
Roemera (asteróide 1657) é um asteróide da cintura principal, a 1,7983439 UA. Possui uma excentricidade de 0,2345214 e um período orbital de 1 315,21 dias (3,6 anos).
Roemera tem uma velocidade orbital média de 19,43224181 km/s e uma inclinação de 23,40366º.
Esse asteróide foi descoberto em 6 de Março de 1961 por Paul Wild.